# لیگ برتر بسکتبال زنان ایران ۱۳۹۷

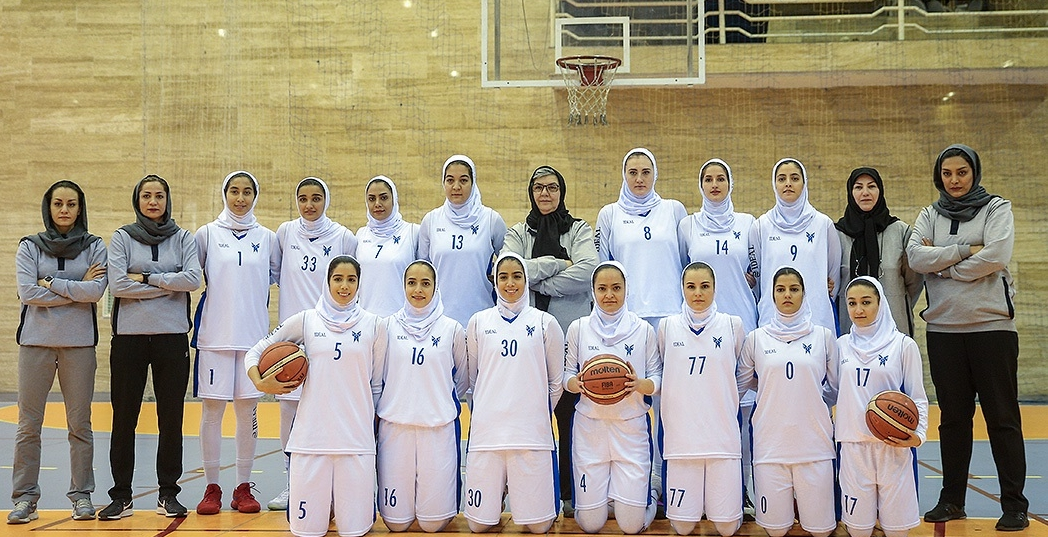
تیم دانشگاه آزاد قهرمان لیگ قبل از دیدار فینال.

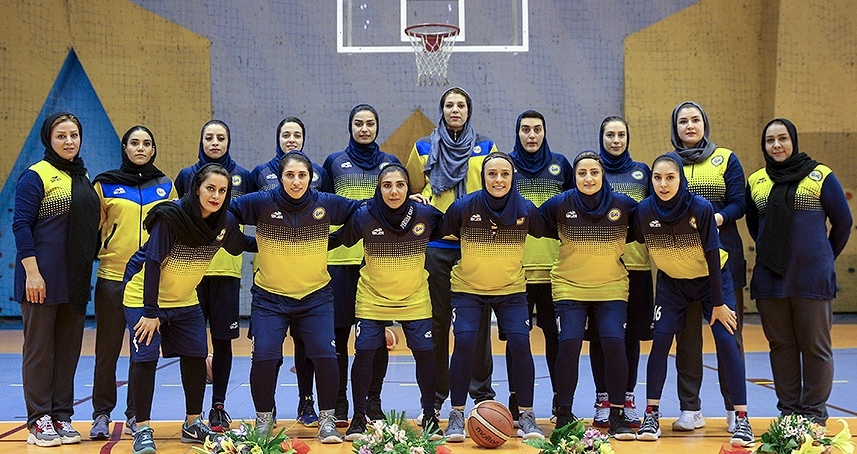
تیم نایب قهرمان نامی نو قبل از دیدار فینال.

لیگ برتر بسکتبال زنان ایران ۱۳۹۷ هفدهمین دورهٔ لیگ برتر بسکتبال زنان ایران بود. این مسابقات با حضور ۱۲ تیم در قالب دو گروه ۶ تیمی به صورت رفت و برگشت از سوم آبان ۱۳۹۷ با ۶ تک بازی همزمان در کشور، در دور رفت برگزار شد. پس از یک هفته استراحت دور برگشت مسابقات آغاز شد. بعد از اتمام مراحل دوره ای، تیم‌های برتر از هر دو گروه طبق مقام‌های گروهی، وارد مرحله پلی آف شدند و پس از آن از تاریخ ۴ بهمن ۱۳۹۷ مرحله حذفی آغاز شد و نهایتاً در ۱۷ اسفند ۱۳۹۷ به اتمام رسید. از مرحله پلی آف به بعد، تمامی بازی‌ها به صورت مجموع ۲ برد از ۳ بازی انجام شد که در مجموع تمامی مراحل، با انجام ۸۲ بازی مسابقات به پایان رسید. در این مسابقات تیم دانشگاه آزاد به قهرمانی رسید و نامی‌نو اصفهان و گروه بهمن نیز به مقام‌های دومی و سومی رسیدند.

## مرحله گروهی

### گروه اول
| رتبه | تیم               | امتیاز |
| ---- | ----------------- | ------ |
| ۱    | هیرو              | ۱۹     |
| ۲    | دانشگاه آزاد      | ۱۸     |
| ۳    | پالایش نفت آبادان | ۱۷     |
| ۴    | دانشگاه گلستان    | ۱۴     |
| ۵    | شرکت ملی گاز      | ۱۲     |
| ۶    | باژوند            | ۹      |

### گروه دوم
| رتبه | تیم                   | امتیاز |
| ---- | --------------------- | ------ |
| ۱    | گروه بهمن             | ۱۹     |
| ۲    | نامی‌نو اصفهان         | ۱۹     |
| ۳    | خانه بسکتبال بندرعباس | ۱۴     |
| ۴    | صدرا                  | ۱۳     |
| ۵    | نارسینا               | ۱۳     |
| ۶    | پاز تهران             | ۱۲     |

## مرحله پلی آف
| تیم گروه یک       | نتیجه | تیم گروه یک           | بازی اول | بازی دوم | بازی سوم |
| ----------------- | ----- | --------------------- | -------- | -------- | -------- |
| هیرو              |       | صدرا                  |          |          |          |
| دانشگاه آزاد      |       | خانه بسکتبال بندرعباس |          |          |          |
| پالایش نفت آبادان |       | نامی‌نو اصفهان         |          |          |          |
| دانشگاه گلستان    |       | گروه بهمن             |          |          |          |

## مرحله نیمه‌نهایی
| تیم گروه یک   | نتیجه | تیم گروه یک  | بازی اول | بازی دوم | بازی سوم |
| ------------- | ----- | ------------ | -------- | -------- | -------- |
| هیرو          |       | دانشگاه آزاد |          |          |          |
| نامی‌نو اصفهان |       | گروه بهمن    |          |          |          |

## مسابقه رده‌بندی
| تیم گروه یک | نتیجه | تیم گروه یک | بازی اول | بازی دوم | بازی سوم |
| ----------- | ----- | ----------- | -------- | -------- | -------- |
| هیرو        | ۲–۱   | گروه بهمن   | ۷۵–۴۱    | ۶۱–۷۷    | ۷۸–۶۹    |

## مسابقه فینال
| تیم گروه یک  | نتیجه | تیم گروه یک   | بازی اول | بازی دوم | بازی سوم |
| ------------ | ----- | ------------- | -------- | -------- | -------- |
| دانشگاه آزاد | ۱–۲   | نامی‌نو اصفهان | ۶۵–۴۳    | ۵۱–۶۰    | ۵۴–۵۸    |

## رده‌بندی پایانی
| رتبه | تیم           |
| ---- | ------------- |
| ۱    | دانشگاه آزاد  |
| ۲    | نامی‌نو اصفهان |
| ۳    | گروه بهمن     |
| ۴    | هیرو          |

## ترکیب تیم قهرمان
اسامی بازیکنان و کادر فنی تیم قهرمان دانشگاه آزاد عبارت است از: سحر نجفی، فرزانه فروتن، زهرا عدالت کار، شیدا شجاعی، وانه خچومیان، سمیه ثابت زاده، سمانه ثابت زاده، شکیبا کائید، نیره یزدان پناه، انیسه گریوانی، حوریا مهدوی، لوسینه آسادوریان و مائده پور حیدر. سرمربی: آزاده زمان پور، مربی: زهره خالقی، سرپرست: زهره مرزوقی، مربی بدنساز: آنیا هوسپیان، مدیر فنی: اودت آقاجانی.
اسامی بازیکنان و کادر فنی تیم نایب قهرمان نامی‌نو اصفهان عبارت است از: فروغ طباطبایی، بهاره زوار زادگان، مژگان خدادادی، ساغر آجیلی، لوسینه ست آقایان، نرجس اعرابی، الهام رنجبر، مطهره کشفی، آناهیس خداوردیان، معصومه اسماعیل‌زاده و هانیه شریفی. سرمربی: سپیده جعفری، مربی: انیسه یاوری.
اسامی بازیکنان و کادر فنی تیم سوم گروه بهمن عبارت است از: دلارام وکیلی، سعیده علی، زهرا بهمن پور، شادی دارستانی، راضیه شمس، کیمیا یزدیان طهرانی، فائزه پیرفلک، مهسا خسروبیگی، سارا اعتماد، مریم ایزدبین، سارا حسنینی، عاطفه میرزایی و ثنا بیداویسی. سرمربی: فریناز طائرپور، سرپرست: راما طالشی، آمارگیر: مهسا طلاکوب‌ها.